# Spirits of the Air, Gremlins of the Clouds
A Spirits of the Air, Gremlins of the Clouds egy 1989-ben bemutatott ausztrál posztapokaliptikus filmdráma. A lassú tempójú, mindössze háromszereplős film egyfajta reménytelen hangulatú, metaforákkal teli lázálomszerű vízió. A filmet Magyarországon nem vetítették, hivatalos magyar címe nincs, körülbelüli fordítása „A levegő lelkei, a felhők gonosz szellemei”. Az egyébként 16 mm-es, nem túl jó minőségű képanyagot 2018-ban digitálisan felújították, majd DVD és Blu-ray disc formátumban kiadták. A szintén felújított zeneanyagot is kiadták CD lemezen.

## Cselekmény
|  | Alább a cselekmény részletei következnek! |

Két apró házból álló magányos tanya áll valahol a végtelen ausztrál pusztaság, az Outback egy eldugott helyén. A civilizáció rég megszűnt, a kapcsolatot jelentő telefonvezeték romokban, az is kétséges, hogy egyáltalán van-e még élő a külvilágban. A tanyát három irányból egy végtelen, vörös sivatag veszi körül. Észak felé egy megmászhatatlan peremű táblás hegység húzódik.
A tanya két lakója egy félőrült testvérpár, Félix és Betty. Azóta meghalt édesapjukkal menekültek erre az eldugott, biztonságosnak vélt helyre, közvetlenül az összeomlás előtt. Alaposan felkészültek az apokalipszisre, mert rengeteg babkonzervet és gyertyát halmoztak fel a túléléshez. Az eltelt évek alatt viszont szépen beleőrültek a magányba. A lány vallási megszállottságban szenved, furcsa ruhákban járkál, agresszív, kissé zavart, időnként görcsrohamokat kap. A férfi szintén már nem teljesen beszámítható. Egy baleset óta járásképtelen, egy saját készítésű kerekesszékhez van kötve. Rögeszméje, hogy a sivatagból való északra meneküléshez egy emberi erővel működő repülőgépet készítsen, amit persze bénán nem is tudna hajtani.
Egy napon egy félig szomjanhalt idegen tűnik fel, első az „esemény” óta. A lány hisztérikusan, szinte ellenségesen fogadja, az ördög követének, démonnak véli. Nem árulja el, hogy honnan és hová tart, de a hátán lévő korbácsnyomok alapján valakik elől menekül, ez azt jelenti, van még más túlélő is. A csak Smith néven bemutatkozó férfi másnap menne tovább észak felé. Felix nem tudja visszatartani egészen addig, míg távcsövén meg nem mutatja a megmászhatatlan hegyláncot, amin átjutni képtelenség. Beszél a férfinek a repülőgépről, tervrajzokkal teli régi könyvet mutat neki. Smith eleinte bolondnak véli, de végül kénytelen belátni, hogy az egyetlen lehetőség a menekülésre a lábbal hajtható repülőgép.
Nekifognak a kísérletezésnek, egyre nagyobb modelleket készítenek, később embert is elbíró siklógépet, majd a pedállal hajtható légcsavar következik. A kísérletek hol sikerülnek, hol nem, de lassan előrehalad a dolog. A lány viszont egyre ellenségesebb. Követeli Smith azonnali távozását, egy alkalommal éjjel kis híján tönkreteszi a készülő gépet. Végül eljön a nap, mikor beteljesül Felix álma. Kivárják a megfelelő irányú és erősségű szelet, majd Smith gépe felszáll és elindul Észak felé, át a hegyeken. Alig ér fel a levegőbe, mikor három férfi tűnik fel a ház környékén, jövetelük célja, valamint a két testvér sorsa a nézők fantáziájára van bízva.
|  | Itt a vége a cselekmény részletezésének! |

## Forgatási helyszínek
- A külső jelenetek az Új-Dél-Walesi Broken Hill városától északnyugatra, Silverton közelében készültek.
- A belső jeleneteket a Sydney-i Supreme stúdióban forgatták.

## Díjak, jelölések
- Australian Film Institute (AFI), 1988, legjobb design jelölés: Sean Callinan és Peter Miller.
- Australian Film Institute (AFI), 1988, legjobb jelmez jelölés: Mathu Anderson és Angela Tonks.
- Yubari International Fantastic Film Festival, 1990: különdíj.
- Australian Recording Industry Award (ARIA), 1989: a filmzenei album jelölése.

## Szereplők
- Michael Lake – Felix Crabtree, kerekesszékhez kötött feltaláló
- Rhys Davis (Melissa Davis) – Betty Crabtree, Felix vallási megszállott, félőrült testvére
- Norman Boyd – Smith, menekülő idegen

## Forrás
- https://www.ozmovies.com.au/movie/spirits-of-the-air--gremlins-of-the-clouds